# Franc belgian
Franc belgian a fost unitatea monetară oficială a Belgiei din 1832 până la 1 ianuarie 1999, când a fost înlocuit de Euro. Bancnotele și monedele aflate în circulație au avut o perioadă de grație de circulație în paralel cu noua monedă până la 1 martie 2002. Între anii 1921 și 2002, francul belgian a circulat și în Luxemburg.
Codul ISO 4217 era BEF. 1 franc = 100 cenți. Plural: Franci, Cenți, singular: Franc, Cent. Banca centrală: Banca Națională a Belgiei. Pagină internet: www.nbb.be. Simboluri: Franc fr. cent c. . 
Monedele și bancnotele aveau valori nominale de:
- monede: 50 cenți, 1, 5, 20, 50 franci
- bancnote: 100, 200, 500, 1.000, 2.000, 10.000 franci